# Бюшар, Амандин
Аманди́н Бюша́р (фр. Amandine Buchard; род. 12 июля 1995, Нуази-ле-Сек) — французская дзюдоистка, чемпионка Европы 2021 года, четырёхкратный призёр чемпионатов мира, призёр чемпионата Европы, серебряный призёр Олимпийских игр 2020 года в Токио, бронзовый призёр летних Олимпийских игр 2024 года.

## Биография
Амандин начинает заниматься дзюдо в сентябре 2001 года в клубе дзюдо Noisean. Поняв, что дзюдо для неё очень многое, она решила испытать удачу на высшем уровне.
Она начинает свой 2014 год с третьего места на Парижском турнире.
На своем первом чемпионате мира в Челябинске она в первом туре обыгрывает действующую олимпийскую чемпионку, бразильскую спортсменку Сару Менезес. Здесь она завоевала бронзовую медаль, победив в матче за 3-е место россиянку Алесю Кузнецову. В течение этого года она участвовала в чемпионате мира среди юниоров в Форт-Лодердейле, завоевав золото в категории до 52 кг, а затем ещё и серебряную медаль в командном зачете.
В следующем сезоне она не принимает участия в Бакинских европейских играх, предпочитая готовиться к сдаче экзамена на бакалавра, который она успешно сдала 5 июня.
После нового взвешивания, 21 февраля 2016 года, она решает изменить категорию (до 57 кг), но не получает путёвку на Олимпийские игры в Рио-де-Жанейро.
В сезоне 2017 года Амандин вновь меняет категорию, чтобы соревноваться в весе до 52 кг. Она получила Гран-при в Тбилиси, но выбывает в первом туре Чемпионата Европы в Варшаве. Она выиграла титул чемпиона Европы в командном зачете, где Франция победила со счетом 5:0 Польшу. На Кубке мира в Будапеште она вылетела в четвертьфинале.
В 2018 году, она занимает второе место на турнире в Париже, где она не справляется с тремя штрафами против японки Абэ. В следующем месяце она побеждает на турнире в Тбилиси. На чемпионате Европы в Тель-Авиве она не смогла преодолеть в первом раунде румынскую атлетку Андрею Чицу.
На чемпионате мира 2018 году в Баку, она завоевала бронзовую медаль и расплакалась на груди у представителя сборной Франции.
В апреле 2021 года на чемпионате Европы в Португалии французская спортсменка в финале одолела итальянку Одетте Джуффриду и стала чемпионом континента.
На Олимпийских играх 2020 года завоевала серебряную медаль в весовой категории до 52 кг, проиграв в финальной схватке японке Уте Абэ.
В мае 2023 года, в столице Катаре, на чемпионате мира, французская дзюдоистка в весовой категории до 52 кг стала обладателем бронзовой медали, в поединке за третье место поборов спортсменку из Венгрии Реку Пупп.
Весной 2024 года на предолимпийском чемпионате мира, который состоялся в Объединённых Арабских Эмиратах, Амандин завоевала бронзовую медаль, в поединке за третье место она победила спортсменку из Венгрии Реку Пупп.
На летних Олимпийских играх 2024 года в Париже в категории до 52 кг завоевала бронзовую медаль, в поединке за третье место одолев соперницу из Венгрии Реку Пупп.